# Glacier Posadowsky
Le glacier Posadowsky (en anglais : Posadowsky Glacier, en allemand : Posadowskygletscher) est un glacier côtier situé dans la baie de Posadowsky (en), en terre Guillaume-II, en territoire antarctique australien, en Antarctique. Il se situe immédiatement à l'est du mont Gauss (Gaussberg) et donc jouxte la mer de Davis.
Le glacier est observé la première fois en février 1902 depuis le sommet du mont Gauss par l'expédition Gauss d'Erich von Drygalski. La branche américaine de l'Advisory Committee on Antarctic Names (US-ACAN) nomme en 1955 le glacier d'après la baie de Posadowsky (en) à la suite d'études des photographies aériennes prises par l'opération Highjump (1946–1947) de la marine américaine. La baie de Posadowsky est elle nommée en l'honneur de l'homme politique allemand Arthur von Posadowsky-Wehner, lequel avait obtenu une subvention gouvernementale pour couvrir le coût de l'expédition de Drygalski.